# Westborough
Westborough és una població dels Estats Units a l'estat de Massachusetts. Segons el cens del 2000 tenia 17.997 habitants.

## Demografia
Segons el cens del 2000, Westborough tenia 17.997 habitants, 6.534 habitatges, i 4.521 famílies. La densitat de població era de 338,6 habitants/km².
Dels 6.534 habitatges en un 38,8% hi vivien nens de menys de 18 anys, en un 60,6% hi vivien parelles casades, en un 6,4% dones solteres, i en un 30,8% no eren unitats familiars. En el 25,1% dels habitatges hi vivien persones soles el 9,8% de les quals corresponia a persones de 65 anys o més que vivien soles. El nombre mitjà de persones vivint en cada habitatge era de 2,62 i el nombre mitjà de persones que vivien en cada família era de 3,21.
Per edats la població es repartia de la següent manera: un 28,4% tenia menys de 18 anys, un 5,2% entre 18 i 24, un 32,5% entre 25 i 44, un 22,4% de 45 a 60 i un 11,6% 65 anys o més.
L'edat mediana era de 37 anys. Per cada 100 dones de 18 o més anys hi havia 94 homes.
La renda mediana per habitatge era de 73.418 $ i la renda mediana per família de 94.610$. Els homes tenien una renda mediana de 66.157 $ mentre que les dones 40.030$. La renda per capita de la població era de 35.063$. Entorn del 3% de les famílies i el 4,7% de la població estaven per davall del llindar de pobresa.